# سامان عبدولی
سامان عبدولی (زاده ۲۴ فروردین ۱۳۷۰ در اندیمشک) کشتی‌گیر در رشته فرنگی‌ اهل ایران است وی برادر کوچکتر سعید عبدولی است. 
از افتخارات این کشتی گیر می توان به کسب دو مدال برنز مسابقات قهرمانی کشتی آسیا ۲۰۱۷ و مسابقات قهرمانی کشتی آسیا ۲۰۱۹ و مدال نقره مسابقات قهرمانی کشتی آسیا ۲۰۱۶ اشاره کرد.

## فعالیت حرفه‌ای ورزشی

### قهرمانی آسیا ۲۰۱۶
سامان عبدولی از سد حریفانی از تاجیکستان تایلند و قزاقستان گذشت و به فینال رسید. عبدولی در فینال رودر روی کانیبک زولچوبکوف از قرقیزستان قرار گرفت و با نتیجه ۹ بر ۴ مغلوب حریف شد و به مدال نقره رسید.

### قهرمانی آسیا ۲۰۱۷
در وزن ۵۹ کیلوگرم سامان عبدولی در دور اول با نتیجه ۳ بر یک روزادور ژوگانیف از تاجیکستان را مغلوب کرد. وی در دور بعد مقابل فیروز توختایف از ازبکستان با نتیجه ۲ بر یک پیروز شد و راهی مرحله نیمه نهایی شد. عبدولی در این مرحله مقابل کنیچیرو فومیتا از ژاپن با نتیجه ۹ بر ۴ شکست خورد و راهی دیدار رده بندی شد وی در این دیدار کالی سلیمانوف از قرقیزستان را با نتیجه ۵ بر ۲ شکست داد و صاحب مدال برنز شد.

### قهرمانی آسیا ۲۰۱۹
سامان عبدولی پس از استراحت در دور نخست در دور دوم یوشیکی یامادا از ژاپن را با نتیجه ۱۱ بر ۲ شکست داد و به مرحله نیمه نهایی راه یافت. وی در این مرحله مقابل ارباتو تیو از چین با نتیجه ۶ بر ۴ مغلوب شد و به دیدار رده بندی رفت. عبدولی در دیدار رده بندی با نتیجه ۲ بر ۱ کودایبرگن تورسینوف از قزاقستان را از پیش رو برداشت و صاحب مدال برنز شد.

## افتخارات
- قهرمانی نوجوانان آسیا در کشور چین تایپه سال ۲۰۰۷
- نائب قهرمانی جوانان آسیا در کشور چین در سال ۲۰۱۰
- نفر سوم جوانان جهان در کشور مجارستان سال ۲۰۱۰
- قهرمانی آسیا در در اندونزی در سال ۲۰۱۱
- نائب قهرمانی مسابقات جوانان جهان در کشور رومانی
- نائب قهرمانی در ارتشهای جهان سیزم در تهران در سال ۲۰۱۱
- نائب قهرمانی در مسابقات جام جهانی در تهران سال ۲۰۱۳
- قهرمانی در مسابقات جام جهانی در شیراز سال ۲۰۱۶
- مقام سومی در مسابقات جام جهانی در خرمشهر سال ۲۰۱۷